# Hymenodictyon tsingy
Hymenodictyon tsingy är en måreväxtart som beskrevs av Sylvain G. Razafimandimbison och Birgitta Bremer. Hymenodictyon tsingy ingår i släktet Hymenodictyon och familjen måreväxter. Inga underarter finns listade i Catalogue of Life.